# Ministerio de Energía y Minas (Guatemala)
El Ministerio de Energía y Minas (MEM) es el Ministerio del Gobierno de Guatemala encargado de atender lo relativo al régimen jurídico aplicable a la producción, distribución y comercialización de la energía y de los hidrocarburos, y a la explotación de los recursos mineros.

## Funciones
El Ministerio de Energía y Minas, de acuerdo con el artículo 34 de la Ley del Organismo Ejecutivo le corresponde las siguientes funciones:
a) Estudiar y fomentar el uso de fuentes nuevas y renovables de energía, promover su aprovechamiento racional y estimular el desarrollo de energía en sus diferentes formas y tipos, procurando una política nacional que tienda a lograr la autosuficiencia
energética del país.
b) Coordinar las acciones necesarias para mantener un adecuado y eficiente suministro de petróleo, productos petroleros y gas natural de acuerdo a la demanda del país, y conforme a la ley de la materia.
c) Cumplir y hacer cumplir la legislación relacionada con el reconocimiento superficial, exploración, explotación, transporte y transformación de hidrocarburos; la compraventa o cualquier tipo de comercialización de petróleo crudo o reconstituido, gas natural y otros derivados, así como los derivados de los mismos.
d) Formular la política, proponer la regulación respectiva y supervisar el sistema de exploración, explotación y comercialización de hidrocarburos y minerales.
e) Cumplir las normas y especificaciones ambientales que en materia de recursos no renovables establezca el Ministerio de Ambiente y Recursos Naturales.
f) Emitir opinión en el ámbito de su competencia sobre políticas o proyectos de otras instituciones públicas que incidan en el desarrollo energético del país.
g) Ejercer las funciones normativas y de control y supervisión en materia de energía eléctrica que le asignen las leyes.

## Organización
El Ministerio de Energía y Minas de Guatemala se organiza así:
Despacho Ministerial.
- Ministro de Energía y Minas
  - Viceministro de Minería e Hidrocarburos
  - Viceministro de Energía
  - Viceministro de Desarrollo Sostenible